# Rack City
«Rack City» es una canción del rapero estadounidense Tyga. Fue publicada el 2 de diciembre de 2011, la canción como tercer sencillo para su segundo álbum de estudio, Careless World: Rise of the Last King (2012). Fue producido por DJ Mustard y Mike Free.

## Antecedentes
La canción apareció originalmente en mixtape de Tyga, Well Done 2 (2011). El 19 de noviembre de 2011, Rap-Up anunció que «Rack City» se lanzaría en iTunes Store en los Estados Unidos como el segundo sencillo de Careless World: Rise of the Last King.

## Vídeo musical
El vídeo musical de «Rack City», dirigido por Chris Robinson, ha estado en YouTube desde el 10 de enero de 2012 y tiene más de 78 millones de visitas. La exnovia de Tyga, Blac Chyna, interpretó el papel femenino principal y se le ve desnudándose de él.El vídeo musical del remix oficial de «Rack City» que cuenta con los raperos Wale, Fabolous, Young Jeezy, Meek Mill y T.I. se emitió oficialmente en MTV Jams a partir del 24 de febrero de 2012 y fue dirigido por Alex Nazari. A partir de 4 de agosto de 2024, este vídeo musical tiene más de 82 millones de visitas en YouTube.

## Remixes
El remix oficial consiste en estilos libres tomados de raperos que hicieron sus propios remixes, el verso de Wale proviene de su remix de Rack City que presenta a Black Cobain. El verso de Fabolous proviene de su remix de Black City, el verso de Young Jeezy proviene de su remix de Rack City y los versos de Meek Mill'sT.I. fueron arreglados especialmente para el remix. Gucci Mane lanzó un estilo libre de la pista. Rye Rye también lanzó un remix de la canción con su lado femenino de la canción de la ciudad. Yelawolf lanzó un remix de la canción de los Lakers. B.o.B lanzó un vídeo para su remix para promocionar exclusivamente su mixtape E.P.I.C. (Every.Play.Is.Crucial) y Trae Tha Truth también lanzaron un estilo libre en la pista. Honey Cocaine también se dedió de estilo libre a la canción. Tory Lanez lanzó un estilo libre a la canción. La ex productora de Missy Elliott, Brianna Perry, también se descartó de este disco para su mixtape de 2011 Face Off.
La personalidad de YouTube, Jack Douglass produjo su propia parodia llamada «Jack City» sobre sus vídeos; el creador de vida iJustine creó una parodia llamada «Mac City»; IFHT también creó una parodia llamada «Cat City».
El luchador Brock Lesnar en su micrófono insultado y dijo «Suplex City, bitch!« al luchador Roman Reigns durante en Wrestlemania 31 después de golpearlo con una serie de súplexes alemanes durante su pelea. El artista de hip hop con sede en Cleveland PFV remezcló esta cita en una versión de lucha libre de Rack City.
El rapero Bun B creó un remix llamado «Crush City», dedicado a la carrera de postemporada de los Astros de Houston 2015.

## Apariciones en otros medios
- El vídeo musical de «50 Ways To Say Goodbye» de Train contiene escenas de un fanático de la audiencia obsesionada sosteniendo varios signos de apoyo de dolor a lo largo del video, el signo final diciendo con humor «¡Rack City, Bitch!».[5]
- Un periódico local de los Estados Unidos informó sobre un incidente en el que una mujer huyó de los agentes de policía después de ser sorprendida aplicando grafitis en edificios que contenían las palabras «Rack City Bitch». El periódico informó que, mientras la mujer huía, gritó «diez diez y diez años veinte en tus tetas, perra» a los oficiales que lo perseguían.[6]Después de recibir una amplia atención de los medios de comunicación, la mujer en cuestión aclaró más tarde que el informe era un engaño, publicado como una broma en una publicación universitaria satírica (similar a The Onion o The Harvard Lampoon).[7]
- Tyga tiene un cameo en la película de 2016 Boo! A Madea Halloween, durante el cual interpretó «Rack City».
- Rihanna usó elementos de los sintetizadores para la canción de su canción «What's My Name?», durante en su gira 777 Tour.

## Rendimiento comercial
Para la lista del 10 de diciembre de 2011, «Rack City» debutó en el número 94 en Billboard Hot 100 de EE. UU. En su octava semana en las listas, con fecha del 28 de enero de 2012, el sencillo subió 15 puestos al número ocho, marcando el primer sencillo en solitario del top 10 de Tyga. El sencillo pasó dos semanas no consecutivas en el top 10 antes de alcanzar un máximo del número siete en la semana que terminó el 18 de febrero de 2012.«Rack City» también ha alcanzado el top 10 en la lista de Hot R&B/Hip-Hop Songs de EE. UU. y en la lista USRap Songs, después de haber debutado en el número 91 en el primero para la lista del 26 de noviembre de 2011.El 4 de agosto de 2014, el sencillo fue certificado cuádruple platino por la Recording Industry Association of America (RIAA) por ventas de más de cuatro millones de unidades en los Estados Unidos.
En la semana que finalizó el 4 de febrero de 2012, «Rack City» hizo su debut en la lista de sencillos del Reino Unido, aterrizando en la posición 158. En su tercera semana de listas, el sencillo subió 24 puestos hasta el número 98.La pista también se llenó en la lista de R&B, alcanzando un máximo del número 27 para la semana que finalizó el 18 de febrero de 2012.Finalmente alcanzó el número 39 en el Reino Unido y el número 14 en la lista de R&B del Reino Unido.

## Lista de canción
| Descarga digital |             |          |  |
| N.º              | Título      | Duración |  |
| 1.               | «Rack City» | 3:28     |  |

## Posicionamiento en listas
| Lista (2011–2012)                           | Mejor posición |
| ------------------------------------------- | -------------- |
| Australia (ARIA)                            | 56             |
| Bélgica (Flandes) (Ultratip Bubbling Under) | 47             |
| Canadá (Canadian Hot 100)                   | 53             |
| Francia (SNEP)                              | 150            |
| Alemania (Offizielle Deutsche Charts)       | 60             |
| Escocia (Scottish Singles Sales Chart)      | 70             |
| Reino Unido (UK R&B Chart)                  | 12             |
| Reino Unido (UK Singles Chart)              | 39             |
| Estados Unidos (Billboard Hot 100)          | 7              |
| Estados Unidos (Hot R&B/Hip-Hop Songs)      | 5              |
| Estados Unidos (Hot Rap Songs)              | 2              |
| Estados Unidos (Mainstream Top 40)          | 32             |
| Estados Unidos (Rhythmic)                   | 3              |

| Lista (2012)                                     | Mejor posición |
| ------------------------------------------------ | -------------- |
| Reino Unido Singles (Official Charts Company)    | 179            |
| Estados Unidos Billboard Hot 100                 | 45             |
| Estados Unidos Hot R&B/Hip-Hop Songs (Billboard) | 31             |
| Estados Unidos Hot Rap Songs (Billboard)         | 12             |
| Estados Unidos Rhythmic (Billboard)              | 13             |

## Certificaciones
| País | Certificación | Ventas unidades |
| --- | ------------- | --------------- |
| Australia (ARIA) | Oro           | 35,000^         |
| Alemania (BVMI) | Oro           | 150.000‡        |
| Reino Unido (BPI) | Oro           | 400,000‡        |
| Estados Unidos (RIAA) | 5× Platinos   | 5,000,000‡      |
| ^ Cifras de envíos basadas únicamente en la certificación. ‡ Cifras de ventas y transmisión basadas únicamente en certificación. |               |                 |

## Historial de lanzamientos
| País           | Fecha                  | Formato                    | Discográfica                    |
| -------------- | ---------------------- | -------------------------- | ------------------------------- |
| Australia      | 2 de diciembre de 2011 | Descarga digital streaming | Young Money Cash Money Republic |
| Bélgica        | 2 de diciembre de 2011 | Descarga digital streaming | Young Money Cash Money Republic |
| Dinamarca      | 2 de diciembre de 2011 | Descarga digital streaming | Young Money Cash Money Republic |
| Francia        | 2 de diciembre de 2011 | Descarga digital streaming | Young Money Cash Money Republic |
| Italia         | 2 de diciembre de 2011 | Descarga digital streaming | Young Money Cash Money Republic |
| Reino Unido    | 2 de diciembre de 2011 | Descarga digital streaming | Young Money Cash Money Republic |
| Estados Unidos | 6 de diciembre de 2011 | Descarga digital streaming | Young Money Cash Money Republic |